# Zambujal (Alfragide)
Zambujal é um bairro da Freguesia de Alfragide, pertencente ao município da Amadora (Portugal).

## História
Etimologicamente, o nome provém do árabe berbere az-zambujj, "oliveira".
Em 1979, com a criação do Município da Amadora, por via da desanexação de território do Município de Oeiras, este bairro ficou integrado na freguesia da Buraca.
Muito desconectado do restante território da freguesia da Buraca, devido à sua separação física pelo IC19, o bairro do Zambujal nunca se sentiu plenamente integrado nessa freguesia.
Em 2013, na sequência da lei da Reorganização administrativa do território das freguesias, as freguesias da Amadora foram reorganizadas. Por essa altura, foi efectuada uma discussão pública tendo sido proposta a fusão do território da freguesia da Buraca, situado a sul do IC19 com o território da freguesia de Alfragide. 
A proximidade com os bairros da Assoalfra e de Alfragide Sul beneficiava, portanto, a nova freguesia, cuja área acusava imensos equipamentos complementares.
Posterior pronúncia sobre a divisão territorial aprovada na Assembleia Municipal da Amadora e confirmada na Assembleia da República, reorganizava o território da antiga freguesia da Buraca do seguinte modo:
- a norte do IC19, ficava integrado na nova freguesia das Águas Livres;
- a sul do IC19, ficava integrado na nova freguesia de Alfragide.

A 21 e 22 de outubro de 2024, eclodiram grandes desacatos neste bairro, na sequência da morte de Odair Moniz, ali morador, após ter sido baleado na Cova da Moura por um agente da Polícia de Segurança Pública. A sua morte, percebida como um acto de injustiça, desencadeou um sentimento de revolta entre a população do bairro.

## Caraterização
A localização de serviços públicos da Administração Central e de Instituições de Solidariedade Social faz com que o Zambujal constitua um pólo de emprego, situação que associada à heterogeneidade dos habitantes e ao processo de requalificação tem promovido a interação e harmonização com a área envolvente.